# 31962 Rayharvey
31962 Rayharvey è un asteroide della fascia principale. Scoperto nel 2000, presenta un'orbita caratterizzata da un semiasse maggiore pari a 2,584696 UA e da un'eccentricità di 0,152352, inclinata di 6,828238° rispetto all'eclittica.